# Баржаксин, Ахмет
Ахмет Баржаксин (1894, Жездинская волость Атбасарского уезда Акмолинской области — 1935, Омск) — казахский общественный деятель, фольклорист, переводчик.

## Биография
Окончил Омский сельскохозяйственный институт (1922), Московский литературный институт (1926). Участвовал в создании культурно-просветительской организации «Бірлік». В апреле 1929 года был обвинён в подрыве авторитета партии и троцкизме, выслан в Западную Сибирь. В 1935 году расстрелян в Омске. В 1957 году посмертно реабилитирован.
Баржаксин оставил значительное литературное наследие. В 1913—1914 годах собрал и упорядочил 1710 казахских пословиц и поговорок, а в 1915 году впервые издал книгу «Мың бip мақал» («Тысяча и одна пословица») на казахском, русском языках. Его статьи и рассказы, посвященные вопросам просвещения, женского равноправия, печатались в газетах «Қазақ», «Алаш», «Сарыарқа», «Үш жүз», журнале «Айқап». Переводил повести Л. Н. Толстого.